# أليخاندرو كوماز
أليخاندرو كوماز (بالإسبانية: Alex Comas) هو لاعب كرة قدم كولومبي، ولد في 14 نوفمبر 1971 في بارانكيا في كولومبيا. شارك مع منتخب كولومبيا لكرة القدم. أما مع النوادي، فقد لعب مع أتلتيكو جونيور وأتلتيكو ناسيونال وأمريكا دي كالي وإنديبندينتي ميديلين وديبورتيس توليما وديبورتيس كوينديو ولاسيرينا ونادي سان لورينزو ونيويورك ريد بولز.

## وصلات خارجية
- أليخاندرو كوماز على موقع الدوري الأمريكي (الإنجليزية)
- أليخاندرو كوماز على موقع قاعدة بيانات كرة القدم.إي يو (الإنجليزية)
- أليخاندرو كوماز على موقع ناشيونال فوتبول تيمز (الإنجليزية)
- أليخاندرو كوماز على موقع Soccerway.com (الإنجليزية)
- أليخاندرو كوماز على موقع عالم كرة القدم.نت (الإنجليزية)